# Peder Fredricson
Carl Peder Fredricson, né le 30 janvier 1972 à Flen, est un cavalier de concours complet et de saut d'obstacles suédois.
Il dispute cinq éditions des Jeux olympiques, en 1992, 2004, 2016, 2020 et 2024. Il remporte une médaille d'or par équipe en 2020 et trois médailles d'argent, en 2004 par équipe puis en individuel en 2016 et en 2020. Lors des Championnats d'Europe de 2017 à Göteborg, il remporte la médaille d'or en individuel, associé à H&M All In.
Le 25 juillet 2024, il est nommé porte-drapeau de la Suède aux Jeux olympiques d'été de 2024 aux côtés de la skippeuse Josefin Olsson.